# Mòoré
Mòoré (även Mossi) är ett Niger-Kongospråk med omkring fem miljoner modersmålstalare, främst etniska mossi i Burkina Faso. Det är ett av Burkina Fasos två officiella språk, jämte dioula, och landets namn är en konstruktion av ett mòoré- och ett dioulaord.